# غار شرقی چلک
غار شرقی چلک در شهرستان نوشهر، بخش کجور، روستای چلک واقع شده و این اثر در تاریخ ۱۰ خرداد ۱۳۸۲ با شمارهٔ ثبت ۸۷۸۵ به‌عنوان یکی از آثار ملی ایران به ثبت رسیده است.